# Дипломатическое представительство
Дипломати́ческое представи́тельство (диппредстави́тельство) — возглавляемое дипломатическим агентом (представителем) учреждение, аккредитованное одним государством для ведения политических сношений с другим государством, а также для представительства и защиты своих интересов, прав и законных интересов отечественных физических и юридических лиц.
Обмен дипломатическими представительствами между государствами возможен на одном из трех уровней. Каждому уровню соответствует определенный класс главы представительства. Наиболее высокий уровень — посольство, во главе которого стоит дипломатический представитель, имеющий класс посла. Далее следуют миссия, возглавляемая посланником, и затем миссия, возглавляемая поверенным в делах.
Основным международным нормативно-правовым актом, регулирующим виды и функции дипломатических представительств, процедуры назначения главы дипломатического представительства, классы глав таких представительств, является Венская конвенция о дипломатических сношениях. «Конвенция о специальных миссиях» 1969 г. и «Конвенции о предотвращении и наказании преступлений против лиц, пользующихся международной защитой, в том числе дипломатических агентов» 1973 г. также регулирует деятельность дипломатических представительств.

## Порядок назначения и основания прекращения функций дипломатического представительства
Согласно дипломатическому праву, перед назначением главы дипломатического представительства правительство соответствующего государства запрашивает согласие (агреман) на принятие назначаемого лица в качестве представителя. Отказ в выдаче агремана не требует мотивировки.
При отбытии к месту назначения послу или посланнику выдается верительная грамота, подписанная главой посылающего государства и адресованная главе государства пребывания.
Венская Конвенция о дипломатических сношениях 1961 года устанавливает, что глава дипломатического представительства считается вступившим к выполнению своих функций в государстве пребывания в зависимости от практики, существующей в этом государстве, которая должна применяться единообразно, либо с момента вручения верительных грамот, либо с момента сообщения о прибытии и представления заверенных копий верительных грамот МИДу государства пребывания.
Дипломатический представитель, аккредитованный в данной стране, остается в этом качестве до прекращения его официальных функций.
Прекращение функций дипломатического представителя происходит в случае:
1. Его отозвание аккредитующим государством;
2. Объявление правительством государства пребывания дипломатического представителя персоной non grata (утратившим доверие);
3. Разрыва дипломатических сношений;
4. Войны между государствами;
5. Прекращение существования одного из этих государств в качестве субъекта международного права.

## Ранги дипломатических представителей
- «Положение о рангах дипломатических представителей» (Венский регламент) 1815 г.
- Аахенский протокол 1818 г.

## Полномочия дипломатических представителей
Функции дипломатического представительства:
- представительство своего государства в стране пребывания;
- защита в государстве пребывания прав и интересов аккредитующего государства и его граждан;
- ведение переговоров с правительством принимающего государства;
- поощрение дружественных отношений между аккредитующим государством и страной пребывания;
- осуществление консульских функций;
- выяснение всеми законными средствами событий и условий в государстве пребывания и сообщение о них правительству аккредитующего государства.

## Порядок назначения и отзыва главы дипломатического представительства
Перед оформлением назначения какого-либо лица на пост дипломатического представителя в данном государстве у правительства последнего испрашивается согласие. В международном обиходе согласие обозначается словом «агреман». Агреман запрашивается устно. Иногда этот запрос сопровождается представлением записки без подписи и на бумаге без бланка, с краткими биографическими данными будущего представителя. Ответ на запрос даётся обычно без задержки.
Вопрос о том, обязано ли государство, отклоняющее кандидатуру представителя, сообщить мотивы отклонения, является спорным.
Агреман для временных поверенных в делах не требуется. Эти лица вступают в исполнение своих обязанностей на основании письма дипломатического представителя, уведомляющего главу ведомства иностранных дел о своём отъезде или болезни и о возложении обязанностей временного поверенного в делах на того или иного члена представительства. В исключительных случаях (тяжёлая болезнь дипломатического представителя или его смерть) сам советник (или, при отсутствии такового, следующий за ним дипломатический чин представительства) отправляет указанное письмо за своей подписью.
Агреман не требуется также для работников дипломатического представительства. Исключение составляют военные, морские и авиационные атташе, при назначении которых в международной практике принято предварительно извещать соответствующее правительство.
После получения агремана назначение дипломатического представителя оформляется в виде постановления (указа, декрета), подписанного главой назначающего государства.